# Ikun-Shamash
Ikun-Shamash (fl. XXV secolo a.C.) è stato il primo re della seconda dinastia della città di Mari, importante snodo commerciale fra la Mesopotamia e l'Asia minore..

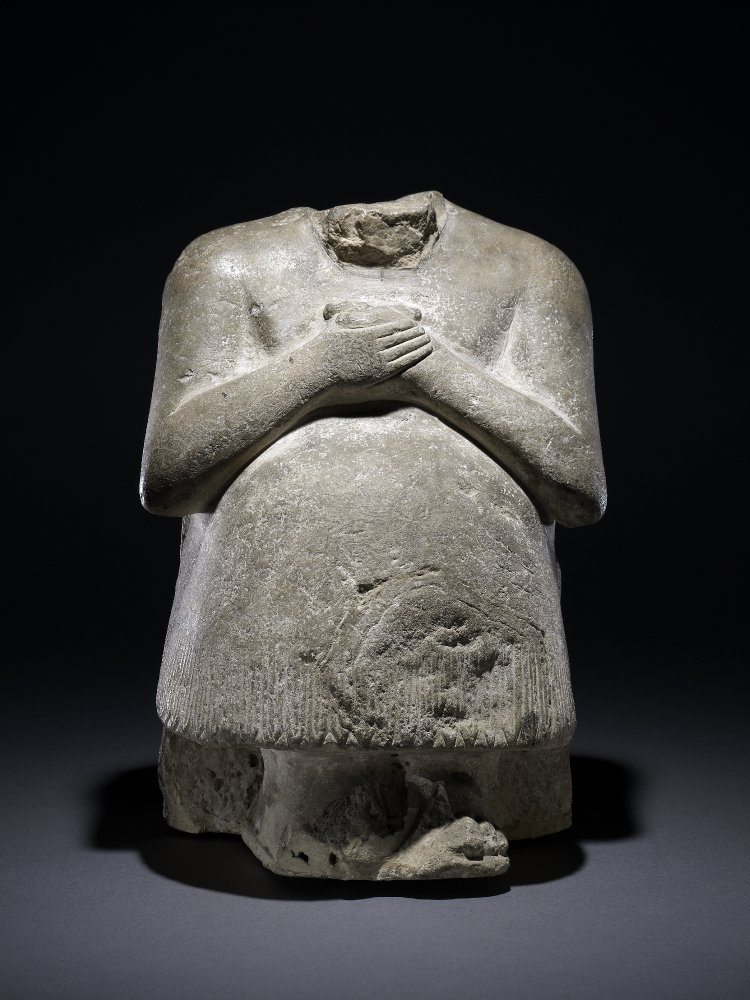
Statua di Ikun-Shamash

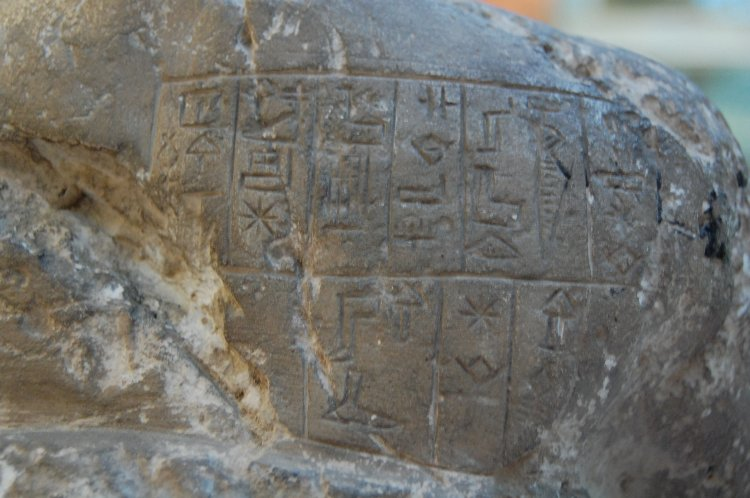
Iscrizione di Ikun-shamash

Ikun-Shamash fu il primo sovrano della seconda dinastia della città di Mari. Una statua votiva a lui dedicata da un funzionario fu trovata nella città di Sipar. Il suo nome è citato in un'iscrizione ritrovata a Mari.